# Paulianaleyrodes splendens
Paulianaleyrodes splendens là một loài côn trùng cánh nửa trong họ Aleyrodidae, phân họ Aleyrodinae.
Paulianaleyrodes splendens được Cohic miêu tả khoa học đầu tiên năm 1966.